# Velfærdsstat
En velfærdsstat er en stat, der varetager en række funktioner, der har som intention at fremme velfærden for landets borgere. Målsætningen er lige adgang til en række offentlige tilbud, f.eks. på uddannelsesområdet samt et retskrav på kompensation for indtægtstab, f.eks. ved arbejdsløshed eller sygdom. En velfærdsstat har således funktioner, der rækker ud over blot at yde landets borgere sikkerhed. Disse funktioner planlægges i den offentlige sektor og er i en eller anden grad finansieret af staten. Alt efter hvilken velfærdsmodel, der er tale om, kan disse ydelsers størrelse og målgruppe samt fordelingsprincipper variere. Gældende for alle velfærdsstater er, at de foretager reguleringer af arbejdsmarkedet, og at deres ydelser omfatter uddannelsesstøtte, samt en række sociale ydelser ved sygdom, fattigdom eller i forbindelse med pension. Velfærdsstaten skal altså sikre en minimumslevestandard, i fald borgeren ikke selv kan sørge for denne. Velfærdsstaten er et modstykke til minimalstaten, der foretrækkes af liberale tænkere.
De fleste industrialiserede lande er i dag organiserede som velfærdsstater, der på mange måder er et resultat af arbejderklassens mobilisering og dennes krav om større sikkerhed i livet og dermed forbedrede levevilkår. Politisk forbindes velfærdsstaten ofte med de socialdemokratiske partier, men varianter af velfærdsstaten er blevet brugt af regimer knyttet til de fleste ideologier. En velfærdsstat er i praksis knyttet til en blandingsøkonomi, hvor statslig indblanding i markedskræfterne via skatter og afgifter gør omfordeling muligt, ligesom infrastrukturen i en velfærdsstat i højere grad vil være offentligt finansieret sammenlignet med stater, der ikke har velfærdsmålsætninger.

## Definitioner
I snævreste betydning er en velfærdsstat en stat, hvor der sker en omfordeling af økonomiske ressourcer gennem socialpolitikken. I bredere betydning er sundhedsydelser, uddannelsestilbud og økonomisk politik også opgaver for velfærdsstaten. I den snævre betydning vil man typisk søge efter bestemte historiske begivenheder, der har udløst velfærdsinitiativerne, mens man i den bredere betydning inddrager politiske målsætninger om fuld beskæftigelse og økonomisk vækst, som bl.a. var ideologien bag Marshallhjælpen til Europa.
Asa Briggs er ophav til et af de tidligste forsøg på en samlet definition på begrebet velfærdsstat, der betegnes som “en stat, hvor organiseret magt bevidst bruges (gennem politik og administration) i bestræbelserne på at modificere markedskræfternes spil” . Dette betyder, at en velfærdsstat omfordeler goderne i samfundet og udfylder en række funktioner, som i andre samfundstyper varetages af markedet eller af familien.
Overfor denne definition har bl.a. Esping-Andersen fremhævet, at det ikke på et overordnet plan er muligt at forklare, hvorfor stater på samme udviklingsstadie udvikler forskellige velfærdsmodeller. Forskellene må anskues som et resultat af historiske udviklingstræk, især styrken i arbejderklassens organisering og i arbejderpartiernes vilje til at skabe konsensus med middelklassen.
De senere år har forskningen peget på, at de to ovennævnte definitioner er utilstrækkelige i forhold til at forklare de forandringer, de forskellige velfærdsmodeller har gennemløbet. En af teserne er, at der er en tendens til konvergens mellem de forskellige velfærdsmodeller, bl.a. indgår aktivering (engelsk:workfare) i forskelligt omfang i alle modeller. En anden type kritik fremhæver, at modellerne i for høj grad fokuserer på idealtypiske forskelle mellem regimer og derved undervurderer den fordelingspolitiske effekt af velfærdsydelserne.
I den bredeste betydning defineres en velfærdsstat således ved følgende karakteristika:
- Borgerne har en grundlæggende retssikkerhed overfor myndighederne
- Borgerne er sikret nogle grundlæggende demokratiske rettigheder
- Borgere i økonomisk nød får en kompensation fra det offentlige, f .eks. ved sygdom eller arbejdsløshed
- En række serviceydelser udbydes af det offentlige, finansieret af skatter eller ved (helt eller delvis) brugerbetaling.[2]

## Formål
Formålet med velfærdsstaten er angiveligt at sikre en minimal levestandard. Denne sikring er dog betinget af, hvordan trang og rettigheder opregnes, hvorfor der er væsentlige forskelle på, hvem og hvor mange, der er berettiget til velfærdsydelser i forskellige typer velfærdsstater. Alternativt kan formålet bestemmes som afledt af magthavernes ønske om at undgå social uro blandt de dårligst stillede i samfundet.
I tillæg til at sikre en minimal levestandard kan velfærdsstaten også være opbygget på grundlag af et formål om at udligne skellet mellem rig og fattig. Graden af ulighed i indkomster beregnes ofte ved hjælp af gini-koefficienten. Danmark har ifølge UNDP den 10. laveste gini-koefficient. I den anden ende af gini-skalaen ligger flere afrikanske og sydamerikanske lande, herunder Brasilien og Sydafrika.
Løsningen af velfærdsopgaverne kan foretages af de offentlige institutioner eller private virksomheder. Konkret betyder dette, at der opbygges et system, som i nogen grad har selvstændige interesser; herved kan der opstå problemløsninger, som ikke er i overensstemmelse med det oprindelige formål.

## Historie
Fattigdom har altid været et problem som samfundet har måttet håndtere. Måden samfundet har valgt at håndtere problemet har varieret mellem kulturer og generationer. Fra de ældste tider har familien og slægten repræsenteret det vigtigste sikkerhedsnet for den enkelte, og i nogle tilfælde har denne pligt været institutionaliseret gennem love. I Europa har også Kirken repræsenteret et sikkerhedsnetværk og i muslimske områder har Islam på lignende vis konstitueret sikkerhedsnetværket. Statsdannelserne i Europa medførte en overførsel af dette ansvar til den offentlige sektor.

### Fattigvæsenet
Fattigvæsenet var den institution, der ydede sociale ydelser til fattige før udviklingen af velfærdsstaten. Hvis en borger fik støtte fra fattigvæsenet måtte denne normalt opgive stemmeretten samt muligheden for at indgå ægteskab og frit skifte bopæl. I en række lande blev sanktioner over for modtagere af ydelser fastholdt, også efter etableringen af velfærdsstaten, og i f.eks. Danmark kunne ”selvforskyldt arbejdsløshed” føre til tab af valgretten indtil 1961.

### Socialforsikringsordninger
Velfærdsstaten opstod i Tyskland i 1880'erne og var et resultat af rigskansler Otto von Bismarcks sociallovgivning. Politikken var dels et resultat af at staten havde konsolideret sine primære magtfunktioner og dermed søgte nye områder for magt og dels at lederne søgte at dæmme op for voksende social uro, og det som oplevedes som den socialistiske trussel.
Socialforsikringsordningerne var – da de blev indført- ikke de første af deres slags, men de skilte sig ud fra de foregående ved at de favnede større grupper og var nationale. Lovene var baseret på forsikringsprincippet, hvilket indebar, at de forsikrede, som regel arbejdere, havde ret til indtægtskompensation fra en fond, de selv havde bidraget til at opbygge gennem et erhvervsaktivt liv. De grundlæggende træk ved strukturerne, som blev etableret, regnes for videreført i samtlige af de efterfølgende tyske regimer. Modellen ligger også til grund for flere af de andre velfærdsstater på det europæiske kontinent og danner dermed basis for den kontinentale velfærdsmodel.
I Storbritannien og de skandinaviske lande var udgangspunktet for velfærdsstaten i højere grad baseret på en aldersrente, som skulle sikre alle borgere en alderdom uden social nød. I Danmark fremsatte den radikale regering, baseret på socialdemokratiets støtte, i 1920 et lovforslag om offentlig aldersrente, som imidlertid faldt bort, da Christian 10. afskedigede regeringen i forbindelse med påskekrisen. 
Et mindre vidtgående forslag blev vedtaget af Folketinget i 1921, men først i 1933 blev principperne fra 1920- forslaget gennemført i forbindelse med K.K. Steinckes socialreform.

### Universalisme
Tanken om, at staten havde ansvar for befolkningens sociale tryghed og velfærd, var vundet frem i alle europæiske lande i mellemkrigstiden. Socialforsikringsordninger var indført i landene og udvidet til at indbefatte flere samfundsområder. Et stort skridt på vejen mod de moderne velfærdsstater fandt sted i forlængelse af den dybe økonomiske krise, som fulgte med børskrakket i USA i 1929. I Danmark forsøgte et politisk flertal som et led i et større forlig i Folketinget i 1933 at afbøde virkningerne af krisen med en socialreform, der samlede alle love i fire lovkomplekser.
- Folkeforsikring
- Ulykkesforsikring
- Arbejdsløshedsforsikring
- Offentlig forsorg.

De fire love byggede på retslige principper, hvor der tidligere havde været tale om et udbredt kommunalt skøn ved tildeling af trangsbestemte ydelser. 
Denne sociale reform betegnes ofte både som et stort fremskridt på det sociale område i Danmark og som det egentlige grundlag for den danske velfærdsstat. I 1936 grundlagde en tilsvarende reform den svenske variant af velfærdsstaten, folkhemmet.
De skandinaviske velfærdsstater udviklede i de kommende årtier en universalistisk model, hvor grundprincippet er, at alle har ret til en række ydelser, som ikke er bestemt af trang, f.eks. folkepension og børnefamilieydelse. Også kontanthjælp og dagpenge blev væsentlige elementer i modellen, selv om disse ydelser ikke er en universel ret i alle skandinaviske lande, f.eks. kræver det i Danmark en forsikring i en A-kasse at modtage dagpenge ved arbejdsløshed. Endvidere er der efter 1970 både foretaget stramninger i reglerne for adgang til visse ydelser, mens andre typer af ydelser er blevet lettere at opnå. 
Efter opfordring fra den britiske regering fremlagde sir William Beveridge i 1942 en plan for udbygning af de sociale ordninger i Storbritannien. Beveridge-rapporten talte for at samtlige britiske borgere, hvad enten de var erhvervsaktive eller ej, skulle være garanteret indtægtssikring samt sundheds- og omsorgstjenester fra staten. Ordningen, som blev implementeret ved the National Health Service Act i 1948, konstituerer det første britiske eksempel på en universalistisk velfærdsmodel. Selvom Storbritanniens sundhedssystem bygger på en universalistisk tankegang anses den britiske stat dog som helhed for at bygge på den residuale velfærdsmodel.

## Ydelser
Velfærdsstaten løser en række opgaver, hvoraf ydelser til borgerne udgør en væsentlig del. Der kan skelnes mellem kontante ydelser og serviceydelser, ligesom der kan skelnes mellem ydelser, der tilfalder alle borgere (universelle ydelser) og ydelser, der er målrettet bestemte grupper, f.eks. lønmodtagere. De kontante ydelser gives bl.a. til børnefamilier, pensionister, syge og ledige. Serviceydelser omfatter bl.a. daginstitutioner, skoler samt kulturelle tilbud.

### Sociale ydelser
| Land | Velfærdsydelser (% af BNP) uden uddannelse | Velfærdsydelser (% af BNP) inklusiv uddannelse | BNP per capita (PPP US$) |
| --- | ------------------------------------------ | ---------------------------------------------- | ------------------------ |
| Danmark | 29,2                                       | 37,9                                           | $29.000                  |
| Sverige | 28,9                                       | 38,2                                           | $24.180                  |
| Frankrig | 28,5                                       | 34,9                                           | $23.990                  |
| Tyskland | 27,4                                       | 33,2                                           | $25.350                  |
| Belgien | 27,2                                       | 32,7                                           | $25.520                  |
| Schweiz | 26,4                                       | 31,6                                           | $28.100                  |
| Østrig | 26,0                                       | 32,4                                           | $26.730                  |
| Finland | 24,8                                       | 32,3                                           | $24.430                  |
| Holland | 24,3                                       | 27,3                                           | $27.190                  |
| Italien | 24,4                                       | 28,6                                           | $24.670                  |
| Grækenland | 24,3                                       | 28,4                                           | $17.440                  |
| Norge | 23,9                                       | 33,2                                           | $29.620                  |
| Polen | 23,0                                       | N/A                                            | $9.450                   |
| Storbritannien | 21,8                                       | 25,9                                           | $24.160                  |
| Portugal | 21,1                                       | 25,5                                           | $18.150                  |
| Luxembourg | 20,8                                       | N/A                                            | $53.780                  |
| Tjekkiet | 20,1                                       | N/A                                            | $14.720                  |
| Ungarn | 20,1                                       | N/A                                            | $12.340                  |
| Island | 19,8                                       | 23,2                                           | $29.990                  |
| Spanien | 19,6                                       | 25,3                                           | $20.150                  |
| New Zealand | 18,5                                       | 25,8                                           | $19.160                  |
| Australien | 18,0                                       | 22,5                                           | $25.370                  |
| Slovakiet | 17,9                                       | N/A                                            | $11.960                  |
| Canada | 17,8                                       | 23,1                                           | $27.130                  |
| Japan | 16,9                                       | 18,6                                           | $25.130                  |
| USA | 14,8                                       | 19,4                                           | $34.320                  |
| Irland | 13,8                                       | 18,5                                           | $32.410                  |
| Mexico | 11,8                                       | N/A                                            | $8.430                   |
| Sydkorea | 6,1                                        | 11,0                                           | $15.090                  |
| Tal fra OECD og UNDP. Note: ingen data for Kina, Indien, Indonesien, Brasilien, Rusland og Pakistan, som ikke er medlemmer af OECD. |                                            |                                                |                          |

Tabellen til venstre viser tegn på at det højere niveau af sociale ydelser i den Europæiske Union hverken er ensbetydende med lavere økonomisk vækst og lavere produktivitet, eller højere vækst og produktivitet. Ligeledes fører det frie marked heller ikke til enten garanteret velstand eller socialt kollaps. Tabellen viser, at at lande med mere begrænsede ydelser som Australien, Canada og Japan hverken klarer sig bedre eller værre økonomisk end lande med store ydelser som Belgien, Tyskland og Danmark.
Tal fra UNDP viser, at der er en svag positiv sammenhæng mellem størrelsen på sociale ydelser og størrelse på BNP, men denne tendens er dog ikke entydig. Ligeledes ser man en positiv korrelation mellem BNP og score på Human Development Indexet.

### Sundhedsydelser
Sundhedsydelserne er et af velfærdsstatens fokusområder; i nogle lande er sundhedsvæsenet primært offentligt finansieret, i andre er det primært finansieret gennem sundhedsforsikringer. En stigende efterspørgsel efter sundhedsydelser, bl.a. som følge af den demografiske tendens til flere ældre borgere, har betydet øgede sundhedsudgifter i de fleste velfærdsstater. Ifølge OECD steg sundhedsudgifterne mere end bruttonationalproduktet (BNP) i alle OECD-lande undtagen Finland fra 1990 til 2004. Sundhedsudgifterne var i OECD – området gennemsnitligt 7 pct. af BNP i 1990, men steget til 8,9 pct. i 2004.

## Finansiering
Der er tre grundlæggende forskellige måder, hvorpå velfærd kan finansieres: Skatter og afgifter, brugerbetaling, og forsikringsordninger. Hvis hovedmålet er omfordeling af indkomster, er indkomstskatten det vigtigste instrument, suppleret med en aktiv finanspolitik. Hvis hovedmålet er serviceydelser til borgerne, vil afgifter og brugerbetaling udgøre en større del af finansieringen med ingen eller blot en beskeden omfordeling som følge. 
De primære indkomster optjenes på arbejdsmarkedet; da omfordelingens omfang i vid udstrækning er afhængig af indkomstskatterne, er forholdene på arbejdsmarkedet afgørende for fordelingen af velfærdsgoderne.

## Teori
Gösta Esping-Andersen har defineret tre forskellige typer af velfærdsstater: (1) den liberale, (2) den konservative og (3) den universelle. Typiske eksempler på den første type er USA, Storbritannien, Canada og Australien. I disse lande baseres velfærd fortrinsvis på forsikringer, som suppleres med trangsbestemte offentlige ydelser. Skatterne er i disse lande tilsvarende lave, og en egentlig omfordeling tilstræbes ikke. I lande af type (2), med Tyskland som det bedste eksempel, er ydelserne relativt høje, men kræver, at der er tegnet forsikringer, fortrinsvis af arbejdsgiverne. De nordiske landes universelle model udgør den tredje type. Andre teoretikere når, med et andet begrebsvalg, frem til tre (eller fire) typer af velfærdsstater; i de fleste tilfælde understreges de samme forskelle som hos Esping-Andersen.

## Demokrati og velfærd
Jürgen Habermas har udviklet nogle regler for den "herredømmefri" samtale, hvis mål er at skabe enighed (konsensus) om opbygningen af velfærdsstaten. Hermed vil der, ifølge Habermas, skabes rum for livsverdenens fornuft, som er frigjort fra systemverdenens strategiske tænkning. Systemets medier, penge og magt bør først komme ind i billedet, når beslutningen er truffet og skal gennemføres. Den herredømmefri samtale sker i et frit forum og kan derfor ikke sættes igennem over for juridiske og forvaltningsmæssige procedurer, som kræver et formaliseret sprog. Den fri meningsdannelse er medvirkende til at sikre, at samspillet mellem offentligheden og de anvendte strategiske virkemidler udvikler sig i et positivt samspil. Sådanne regler vil bl.a. sikre legitimitet bag beslutninger, der griber ind i velfærdsstatens procedurer. Velfærd er i denne tolkning også et spørgsmål om borgernes rettigheder overfor myndighederne. Hvis borgerne er stærkt involverede i udviklingen af velfærden er det en indikator for et aktivt medborgerskab.

## Velfærdsstaten under pres
I de vesteuropæiske stater er velfærdsydelserne under et pres, som skyldes den demografiske udvikling. Fremtidsperspektivet er derfor, at der vil opstå mangel på arbejdskraft indenfor få år, og fra ca. år 2020 og frem vil der være færre erhvervsaktive end personer på forsørgelse. I Danmark har Velfærdskommissionen fremlagt en række forslag, der bl.a. bygger på gradvist at hæve pensionsalderen og aftrappe efterlønnen. En anden tendens i store dele af Europa er det stigende element af workfare i velfærdsstaterne, i Danmark udmøntet i det såkaldte aktiveringsprincip.

### Forventningsklemmen
Borgerne i en velfærdsstat forventer, at det offentlige opfylder deres krav og behov. Det senmoderne samfund udvikler borgere, der er karakteriseret ved flg. karakteristika:
- Individualisme: I nutiden er det ikke længere traditionen eller slægten, som skal tage en beslutning, men individet som har ansvaret for at skabe sit eget liv. I dag har mange danskere flere drømme og ideer i forehold til deres børn, arbejde og aldersdom end tidligere. Velfærdsborgere forventer, at det offentlige bidrager.
- Anti-autoritære holdninger: Tidligere respekterede man i højere grad autoriteter, hvor man i dag er mere afslappet. Regler og ordrer bliver ikke bare fulgt, men også vurderet. Alt kan diskuteres, da holdningen lyder: ”det kommer an på”.
- Større viden og flere ressourcer: Størstedelen af Danmarks unge får afsluttet en uddannelse, hvilket betyder, at flere og flere får mere viden. I og med den større viden, bliver de bedre til at håndtere deres økonomi. De fleste bruger internettet til at finde løsningsmuligheder til deres problemer, og undgår offentlig løsningsmuligheder.

Dette har bl.a. betydet, at individet i højere grad end kollektivet er kommet i centrum i velfærdsdebatten.

### Popularitetsklemmen
Generelt har velfærdsstaten en massiv opbakning, især i Skandinavien. Det er vanskeligt for de politiske magthavere at foretage dybe indgreb i den offentlige sektor og samtidig fastholde opbakningen i befolkningen.

### Globaliseringsklemmen
Tendensen til globalisering af markederne med øget afhængig af internationale udviklingstendenser har begrænset staternes mulighed for at føre en selvstændig velfærdspolitik. Tony Blair var blandt de første politikere, der formulerede en strategi for de klemte velfærdsstater, baseret på Anthony Giddens analyse af den tredje vej. Denne strategi anerkender, at regeringerne ikke har samme kontrol over den nationale økonomi som de havde i velfærdsstatens opbygningsfase. Det er derfor påkrævende at indrette sig efter de begrænsninger, den internationale økonomi, outsourcing af virksomhedernes forretningsområder og beslutninger i overnationale institutioner har påført staterne. Regionalt har bl.a. udbygningen af EU ligeledes givet en række bindinger mellem staterne, som de nationale parlamenter og regeringer må tage højde for. 

## Kritik

### Kritik af værdigrundlaget
Kritikken mod velfærdsstaten kommer først og fremmest fra neoliberalistisk side, hvor man mener at ressourcer anvendes ineffektivt, når det er staten, der skal varetage velfærdsydelserne. På den måde kan de frie markedskræfter ikke fungere effektivt og den usynlige hånd, først omtalt af Adam Smith, kan derfor ikke udøve sin effekt. Man benytter sig også af moralske argumenter, idet ingen skal tvinges til at betale for andres forbrug af visse ydelser, som man muligvis aldrig selv får brug for. Derfor er en minimalstat ifølge denne opfattelse det bedste udtryk for borgernes behov.
I forlængelse heraf synes det uforståeligt, at omfattende skattesystemer, som store velfærdsstater fordrer, ikke giver anledning til større ineffektivitet og demotivering blandt skatteyderne. Disse burde have mindre incitament til at forfølge deres økonomisk mål. Som forklaring herpå kan Robert Putnams begreb social kapital, der blandt andet indebærer større social tillid mellem borgerne, anvendes. Social tillid skaber en følelse af solidaritet og sammenhængskraft blandt samfundets medlemmer, der bevirker, at hver enkelt borger er villig til at yde sin del af store fælles skatteopkrævninger.
Der er også konservative argumenter imod velfærdsstaten. En omfattende velfærdsstat overtager mange af de funktioner, der tidligere blev varetaget af familien, og den flytter således menneskets ansvar for sine nærmeste pårørende. På denne måde bliver familiernes og det civile samfunds rolle undermineret. Denne tendens forklarer sociologen Jürgen Habermas ved hjælp af en opdeling i livsverdenen og systemet. Systemet, som er karakteriseret ved formålsrationelle handlinger, koloniserer livsverdenen, blandt andet familiens oprindelige funktioner, som er baseret på ikke-formålsrationelle handlinger. Med Max Webers ord kan man ligeledes sige, at den voksende velfærdsstat med tilhørende bureaukrati bevirker, at vi kommer til at leve i et rationalitetens jernbur.

### Afvikling af velfærdsstaten
Presset mod velfærdsstaten og den heraf følgende binding af regeringernes muligheder for at udvikle velfærdsstaten har betydet at der er stillet spørgsmålstegn ved velfærdsstatens fremtidsmuligheder. Blandt de, der mener at velfærdsstaten er under afvikling er den danske professor i økonomi Ove Kaj Pedersen fra Handelshøjskolen i København. I sin bog Konkurrencestaten argumenterer han for at regeringernes opgave i den globaliserede økonomi er at sikre konkurrenceevnen frem for borgernes velfærd.

### Velfærdsstatens overlevelse
Omvendt foreligger den mulighed at velfærdsstaten kan overleve gennem internationale aftaler mellem de, af internationale aktører, trængte nationalstater. Denne teori bygger på gensidig solidaritet mellem verdens nationalstater, og disse nationalstaters samfundsborgere, så markedet ikke får frit spil og den, gennem hundrede år tilkæmpede, velfærdsstat kollapser.